# Алейников, Евгений Николаевич
Евгений Николаевич Алейников  (22 ноября (4 декабря) 1852, Санкт-Петербург — 12 (25) февраля 1909, там же) — оперный певец, обладал баритоном. Брат Владимира Алейникова, однако по сцене известен как первый Алейников. Также выступал по псевдонимом Алени.

## Биография
После окончания Коммерческого училища в Петербурге в 1873 году, Алейников первый обучался пению в Петербургской консерватории по классу К. Эверарди.

## Карьера
Выступал в консерваторских спектаклях «Севильский цирюльник» Дж. Россини, «Дон Жуан», «Вильгельм Телль», «Демон» А. Рубинштейна, «Африканка», «Гугеноты». Совершенствовать вокальное искусство продолжил на оперных сценах Европы. Под псевдонимом Алени Евгений пел в петербургской Итальянской опере в 1883—1885 годах. В период 1883—1886 годов выступал в опере Тифлиса и на сцене Мариинского театра. А в 1886 году дебютировал в партии Онегина на сцене московского Большого театра. Последующие десять лет он выступал за границей, где и произошла его голосовая перестройка из баритона в тенор. В 1896 году вернувшись в Россию Алейников вновь дебютировал на сцене Большого театра в теноровой партии Васко да Гама. После дебюта в партии Самсона в петербургском Мариинском театре, становится его солистом на протяжении 6 лет (с 1898 по 1904 года). Также пел в театре Большого зала Петербургской консерватории.

## Известные партии
- Тигеллина («Нерон», Петербург, Мариинский т-р, Итал. опера, 29 янв. 1884);
- Де Бретиньи («Манон»);
- Онегин («Евгений Онегин»);
- Дон Жуан («Дон Жуан»);
- Невер, Фигаро («Севильский цирюльник» Дж. Россини);
- Эскамилио, Нелюско, Роберт («Роберт-Дьявол»);
- Ромео («Ромео и Джульетта»);
- Хозе («Кармен»);
- Рауль, Ра-дамес, Отелло («Отелло» Дж. Верди).
- Альфонс («Фаворитка»);
- Валентин («Фауст»);
- Барнаба, Оберталь, Амонасро, Граф ди Луна, Ренато.

Партнерами по сцене выступали: С. Габель, А. Котоньи, П. Лодий, В. Рааб, О. Скальковская. Наставниками были: Э. Бевиньяни, Р. Дриго, К. Кучера, Э. Направник, А. Рубинштейн.
В последние годы жизни ещё активно вел концертную деятельность.